# Rouloul sanglant
Haematortyx sanguiniceps
Genre
Espèce
Statut de conservation UICN

 LC  : Préoccupation mineure
Le Rouloul sanglant (Haematortyx sanguiniceps), unique représentant du genre Haematortyx, est une espèce d'oiseaux de la famille des Phasianidae.

## Distribution
Cet oiseau vit dans le centre de Bornéo.

## Habitat
Le Rouloul sanglant vit dans les forêts de montagne de basse ou moyenne altitude, généralement entre 1 000 et 1 600 m, mais il descend parfois jusqu’à 200 m. À Sarawak, Davison (1980) le dit commun dans les forêts humides de chênes et de lauriers, dans les petits ravins avec de l’eau stagnante et de la mousse, sur les sols de sable blanc.

## Mœurs
Cette perdrix est l’une des plus communes à Bornéo où on peut l’apercevoir le long des pistes. Elle se nourrit de baies, d’insectes, de petits mollusques et de crustacés qu’elle collecte sur le sol de la forêt ou sur la végétation basse. Elle ne fouille pas le sol à la manière des torquéoles (Hennache & Ottaviani 2011).

## Voix
Le cri d’alerte est strident, aigu, répété plusieurs fois « pom-krang, pom-krang, pom-krang ». Il peut aussi revêtir la forme d’une répétition de cris métalliques « kak-kak-kak ». Les oiseaux chantent surtout tôt le matin et tard le soir, mais parfois aussi dans la journée (Hennache & Ottaviani 2011).

## Nidification
Elle est mal connue. Un nid de feuilles sèches a été trouvé sur une touffe d’herbe. La date de ponte la plus précoce enregistrée serait le 12 janvier.

## Statut, conservation
Actuellement BirdLife International (2009) ne considère pas le Rouloul sanglant comme presque menacée mais Madge et McGowan (2002) estiment que le Rouloul sanglant pourrait être menacé à court terme par la disparition de son habitat, ce qui entraîne un déclin inéluctable de la population. Cette espèce est présente dans le parc national du Gunung Mulu à Sarawak.